# Provincia Nakhon Si Thammarat
Nakhon Si Thammarat (în thailandeză นครศรีธรรมราช) este o provincie (changwat) din Thailanda. Situată în regiunea de Sud, provincia Nakhon Si Thammarat are în componența sa 23 districte (amphoe), 165 de sub-districte (tambon) și 1428 de sate (muban). 
Cu o populație de 1.514.197 de locuitori și o suprafață totală de 9.942,5 km2, Nakhon Si Thammarat este a 8-a provincie din Thailanda ca mărime după numărul populației și a 18-a după mărimea suprafeței.